# Astragalus lacei
Astragalus lacei là một loài thực vật có hoa trong họ Đậu. Loài này được (Ali) Kirchhoff miêu tả khoa học đầu tiên.